# Easy Star All-Stars
Easy Star All-Stars es un grupo de artistas de reggae que son parte de su propio sello discográfico "Easy Star", el cual está ubicado en Nueva York. Se especializan en hacer versiones de populares discos en estilo reggae y dub. Han grabado tres álbumes, el primero, de 2003, fue una interpretación del clásico Dark Side of the Moon de Pink Floyd titulado Dub Side of the Moon, siendo el segundo Radiodread, de 2006, una versión del OK Computer de Radiohead, el 2009 lanzaron Easy Star’s Lonely Hearts Dub Band incluyendo participaciones de Matisyahu, Steel pulse entre otros. 
El grupo realizó una gira promocional del disco Radiodread. El tour comenzó en Filadelfia (Pensilvania) en el World Café Live el 6 de noviembre de 2006. 
El 22 de marzo de 2013 tocaron en Lima-Perú, en el Dragón del Sur, los temas de su primer álbum. 

## Integrantes
Listado en el orden aparecido en el disco Dub Side of the Moon:
- Michael Goldwasser
- Victor "Tickla" Axelrod
- Patrick Dougher
- Victor Rice

## Discografía
- Dub Side of the Moon - (2003)
- Radiodread - (2006)
- Until That Day - (2008)
- Easy Star’s Lonely Hearts Dub Band - (2009)
- First Light - (2011)
- Thrillah - (2012)